# 90 mm armata przeciwlotnicza 90/53 Modello 41
Cannone da 90/53 modello 41 – włoskie działo przeciwlotnicze z okresu II wojny światowej. Była to nowoczesna konstrukcja dorównująca niemieckiej 8,8 cm Flak 18.
Canone modello 41 została skonstruowana w drugiej połowie lat 30. XX wieku. Pierwsze egzemplarze powstały w 1939. Zamówiono 1087 armat w wersji modello 41P (wersja stacjonarna), 660 modello 41C (wersja holowana), 57 armat przeznaczonych do montażu na ciężkich samochodach ciężarowych Dovunque SPA 41 i Lancia 3Ro. Ambitne plany produkcji podobnie jak w przypadku innych typów dział włoskich pokrzyżowała słabość włoskiego przemysłu. W rezultacie do kapitulacji Włoch w 1943 dostarczono 539 armat wszystkich wersji.
Działa modello 41 były używane przez Włochów zarówno w roli dział przeciwlotniczych jak i dział artylerii nadbrzeżnej. Podobnie jak niemieckie działa przeciwlotnicze 88 mm armata modello 41 mogła pełnić rolę działa przeciwpancernego. 30 z nich zainstalowano na niszczycielach czołgów Semovente M41M da 90/53, planowano także produkcje kołowego niszczyciela czołgów Semovente Ruotato da 90/53 Breda 501 uzbrojonego w to działo. Powstała także wersja morska działa modello 41 instalowana na pancernikach typu Littorio.
Po kapitulacji Włoch produkcja Canone modello 41 była kontynuowana na potrzeby Wehrmachtu. Używała ona już wcześniej armat tego typu w Afryce Północnej pod oznaczeniami 9 cm FlaK 41(i) oraz 9 cm FlaK 309(i). W listopadzie 1944 armia niemiecka miała 315 armat tego typu rozlokowanych zarówno na terenie Włoch jak i Niemiec. Także alianci używali zdobycznych armat modello 41. Wiele z nich było używanych w roli dział artylerii nadbrzeżnej chroniącej zdobyte włoskie porty.